# Vadimonio
Il "vas" (plurale "vades") fu un negozio verbale del diritto romano arcaico a forma rigorosamente imposta appartenente al "ius civile".
La costituzione del "vas" fu espressa con la locuzione "vadem dare".
Il "vas" fu un particolare tipo di garante, presente sia nel processo privato che nel processo criminale pubblico: era colui che garantiva la ripresentazione del convenuto in tribunale nel giorno stabilito. 
Nel diritto romano classico, si definì vadimonio la promessa solenne fatta dal convenuto di presentarsi davanti al giudice, in un determinato giorno; così il precedente "vadem dare" fu sostituito da una "cautio" del convenuto che prendeva il nome specifico di "cautio vadimonium sisti".
Ogni accenno al "vas" scompare nel diritto postclassico.

## Etimologia
Il nome deriva dal fatto che in epoca più remota facevano fede alla promessa speciali garanti detti vades, per cui l'attore poteva, nel caso, rivalersi su di essi.
Al vades andava talvolta unita la promessa di una somma, che non poteva però superare i 10.000 sesterzi, da pagarsi nel caso di mancata presentazione (vadimonium desertum).